# Фрэзер, Джеймс Джордж
Сэр Дже́ймс Джо́рдж Фрэ́зер (Фрезер, Фрейзер) (англ. Sir James George Frazer; 1 января 1854, Глазго, Шотландия — 7 мая 1941, Кембридж) — британский социальный антрополог, фольклорист, религиовед, этнолог, историк религии, крупнейший представитель культурной антропологии в первой половине XX в., представитель классической английской социальной антропологии, внёсший огромный вклад в изучение тотемизма, магии и трансформации религиозных верований на протяжении истории человечества. 
Главный труд — 12-томная «Золотая ветвь» («The Golden Bough»), систематизировавшая фактический материал по первобытной магии, мифологии, тотемизму, анимизму, табу, религиозным верованиям, фольклору и обычаям разных народов.
В настоящее время теория Фрезера об эволюционной последовательности магии, религии и науки уже не является признанной, а общая психологическая теория Фрезера оказалась неудовлетворительной.

## Биография
Джеймс Джордж Фрэзер родился в Глазго 1 января 1854 года. Он был старшим из четырёх детей в семье фармацевта. Родители Фрэзера состояли в Свободной церкви Шотландии — консервативной секте, которая в 1840-х гг. порвала с официальной шотландской церковью. Джеймс вырос в атмосфере глубокой набожности, которую, как он позже писал, совсем не считал гнетущей.
Фрэзер поступил в университет Глазго в возрасте 15 лет (обычный возраст для того времени). Получил образование по специальности юриспруденция (1869—74). В мемуарах он вспоминает, что в это время с ним произошли три важные вещи: он на всю оставшуюся жизнь увлёкся классическими языками и литературой, понял, что мир управляется системой неизменных природных законов, и безболезненно потерял религиозную веру своего детства.
Прочитав книгу Э. Тайлора «Первобытная культура» (1871), решил изучать антропологию. Он считал, что хотя шотландское образование дало более разностороннюю подготовку, чем это сделало бы английское, но всё-таки его уровня недостаточно, и поступил в Тринити-колледж Кембриджского университета для получения второй степени бакалавра, где стал учеником У. Робертсон-Смита и в 1874—79 гг. изучал классическую филологию, философию и право. С 1879 года и до конца жизни работал в Кембриджском университете, с 1907 года — профессор социальной антропологии.
В 1896 году Фрэзер женился на Элизабет Гроув (Elizabeth [Lilly] Grove) — вдове французского происхождения с двумя детьми, которая из-за бедности стала писательницей. Она была автором важного исследования, посвящённого истории танца, и множества пьес, использовавшихся для обучения во французской школе. Элизабет была убеждена, что научное сообщество недооценивает заслуги её мужа, который полностью соответствовал стереотипу учёного — был застенчив и неразговорчив. Она организовала перевод его работ на французский язык, благодаря чему Фрэзер стал очень известным во Франции после Первой мировой войны. В 1907 году он стал членом совета Тринити-колледжа Кембриджского университета, а в 1907—1908 гг. — профессором социальной антропологии Ливерпульского университета. На протяжении всей жизни Фрэзер получал высшие академические награды. В 1914 году он был произведён в звание рыцаря, в 1920 году стал членом Лондонского королевского общества (по статуту 12), а в 1925 году получил награду за заслуги.
С 1930 года почти полностью ослеп. Умер Джеймс Джордж Фрэзер 7 мая 1941 года в возрасте 87 лет.

## Научная работа

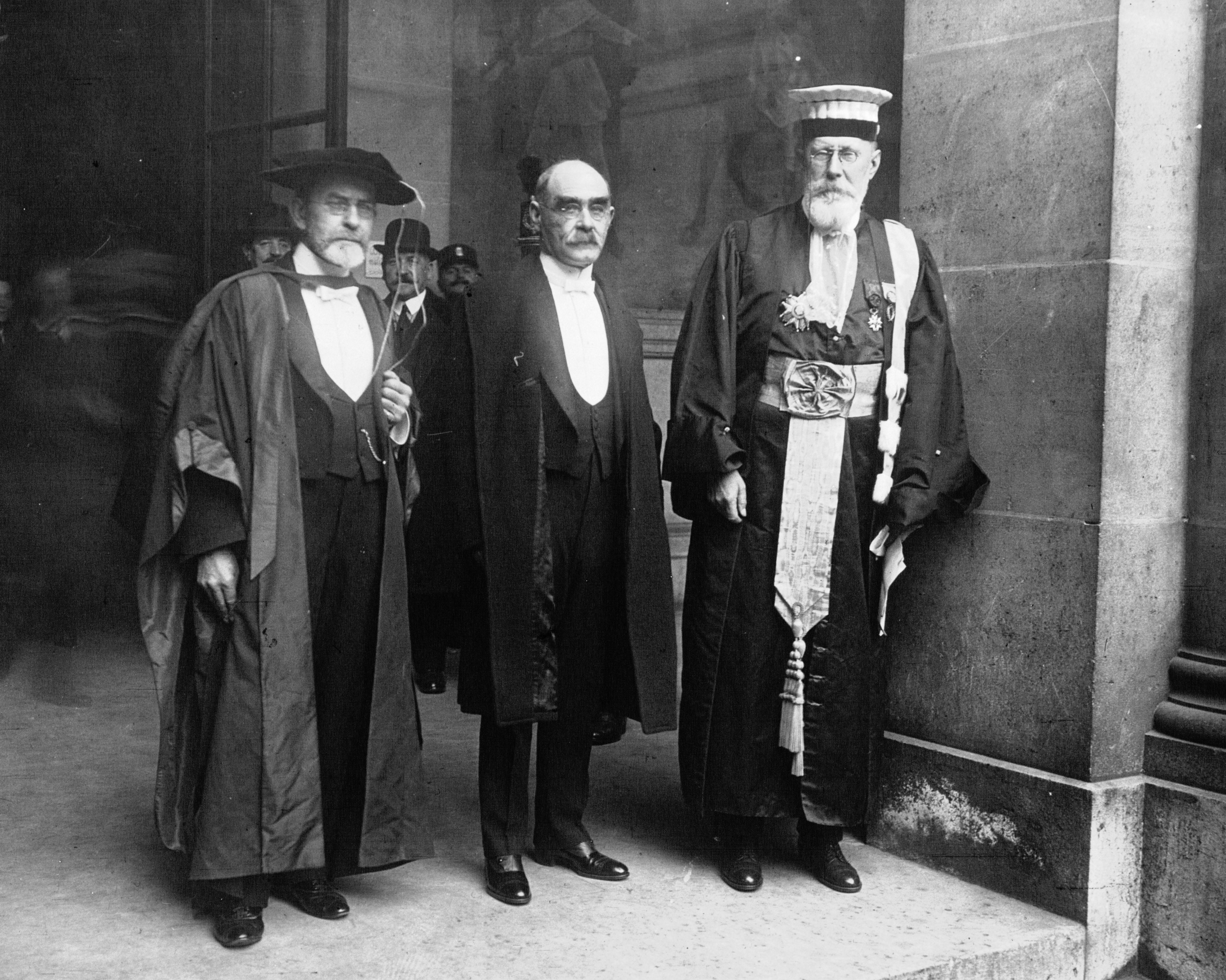
Приëм в Сорбонне, слева направо, Фрейзер, Редьярд Киплинг и Поль Аппель, ректор Сорбонны, пресс-фотография, 1921

Фрэзер развивал сравнительный метод в этнографии, он является одним из родоначальников сравнительного религиоведения. Его работы затрагивали широкий спектр антропологических исследований. Он был первым, кто предположил наличие связи между мифами и ритуалами. В основу его исследований были положены три принципа: эволюционное развитие, психическое единство человечества и фундаментальная противоположность разума предрассудку.
Фрэзер был кабинетным учёным и почти никогда не покидал пределов Англии. Кроме Италии и Греции практически нигде не был, а большую часть фактического материала получил от миссионеров и служащих Британской империи, живших в колониях, использовав для этого рассылку специальных опросников.
Джеймс Фрэзер начал писать благодаря своему другу Уильяму Робертсону Смиту, который был редактором энциклопедии «Британника» и предложил Фрэзеру сотрудничество. Так как к тому времени тома до буквы «O» уже вышли в печать, Фрэзер начал работать над статьями, идущими после буквы «P». Он стал автором таких важных статей, как «Табу» и «Тотем».
Первая работа «Тотемизм» вышла в 1887 году. Наиболее известная работа Фрэзера, принёсшая ему мировую славу, — «Золотая ветвь» («The Golden Bough») — была впервые опубликована в 1890 году. В этой книге собран и систематизирован огромный фактический материал по первобытной магии, мифологии, тотемизму, анимизму, табу, религиозным верованиям, фольклору и обычаям разных народов. В этой книге проводятся параллели между древними культами и ранним христианством. Труд был расширен до 12 томов в последующие 25 лет.
Джеймс Джордж Фрэзер вывел три стадии духовного развития человечества: магия, религия и наука. Согласно Фрэзеру магия предшествует религии и почти полностью исчезает с её появлением. На «магической» стадии развития люди верили в свои способности изменять окружающий мир магическим способом. Позже люди разуверились в этом и господствующей стала идея, что мир подчиняется богам и сверхъестественным силам. На третьей стадии человек отказывается и от этой идеи. Преобладающей становится вера в то, что мир управляется не богом, а «законами природы», познав которые, можно управлять им.
Материалы из произведений Фрэзера, посвящённые символическому циклу жизни, смерти и возрождения, широко использовались в литературе и искусстве периода, последовавшего за Первой мировой войной. Например, аллюзии на книги Фрэзера можно найти в «Бесплодной земле» Томаса Элиота.

## Вклад в науку
Теория Фрезера об эволюционной последовательности магии, религии и науки приобрела широкую известность и огромное влияние в XIX веке и начале XX века. Впоследствии она столкнулась с серьёзной критикой, в которой признавалось, что теория слишком предвзята, не учитывает сложность и разнообразие человеческой культуры и грубо упрощает процессы исторического развития:678.
В настоящее время эволюционная теория культуры наукой отвергнута:158, общая психологическая теория Фрезера также считается неудовлетворительной.
Однако собранный Фрэзером материал весьма ценим учёными, а трудами Фрэзера пользуются историки многих стран. Одну из оценок учёному дал С. А. Токарев:

Фрезер никогда не держался за единожды построенную им теорию, легко усваивал новые мысли, менял свою точку зрения. Он нисколько не стеснялся открыто в этом признаваться, честно объясняя перемены своего взгляда, а порой даже не противопоставляя новый взгляд прежнему…
Несмотря на то, что речь тут идет о спорных, а порой и малоубедительных взглядах Дж. Фрэзера, его научная честность, несомненно, заслуживает одобрения.
Также он замечал:

И несомненно прав Агнус Дауни, который считает огромной заслугой Фрэзера перед этнографией то, что он «…своими сочинениями возбудил широкий общественный интерес к этому предмету и привлек многих ученых к тому, чтобы заняться подобными исследованиями».
Утверждение Фрезера об отсутствии мифологемы потопа в китайской и японской культуре повлияло на запоздалое развитие интереса к этой области (см. Юй Великий).

## Научные труды
- Тотемизм = Totemism. — 1887.
- Золотая ветвь: исследование магии и религии = The Golden Bough: a Study in Magic and Religion. — 1890. (1-е издание)
- Павсаний. Описания Греции = Descriptions of Greece. — 1897. (перевод и комментарии)
- Золотая ветвь = The Golden Bough. — 1900. (2-е издание)
- Psyche's Task. — London: Macmillan, 1909.
- Тотемизм и экзогамия = Totemism and Exogamy. — 1910.
- Золотая ветвь = The Golden Bough. — 1906-15. (3-е издание)
- Вера в бессмертие и почитание умерших = The Belief in Immortality and the Worship of the Dead. — 1913-24.
- Фольклор в Ветхом завете = Folk-lore in the Old Testament. — 1918.
- Apollodorus: the Library. — 1921.
- Почитание природы = The Worship of Nature. — 1926.
- Голова Горгоны = The Gorgon’s Head and other Literary Pieces. — 1927.
- Человек, Бог и бессмертие = Man, God, and Immortality. — 1927.
- Адвокат дьявола = Devil’s Advocate. — 1928.
- Овидий. Фасты = Fasti. — 1929. (перевод)
- Мифы о происхождении огня = Myths of the Origin of Fire. — 1930.
- Страх смерти в примитивных религиях = The Fear of the Dead in Primitive Religion. — 1933-36.
- Создание и эволюция примитивных космогоний и др. произведения = Creation and Evolution in Primitive Cosmogenies, and Other Pieces. — 1935.

### Издания на русском языке
- Фрэзер Дж. Дж. Золотая ветвь. Исследование магии и религии / пер. с англ. М. К. Рыклина — М.: Политиздат, 1980.
- Фрэзер Дж. Дж. Фольклор в Ветхом Завете  / пер. с англ.; предисл. и коммент. С.А. Токарева; 2-е изд., исправ. - М.: Политиздат, 1990. - 542 с. - ISBN 5-250-01011-3
- Фрэзер Дж. Дж. Фольклор в Ветхом Завете. — М.: АСТ; Ермак, 2003. — ISBN 5-17-018358-5 ; ISBN 5-9577-0286-2
- Фрэзер Дж. Дж. Труды Психеи: лекция о влиянии суеверий на развитие институтов
- Фрэзер Дж. Дж. Типы магии // Религия и общество. Хрестоматия по социологии / Сост. В. И. Гараджа, Е. Д. Руткевич. — М.: Наука, 1994. — Т. II. — С. 19-22, 26-27, 50-64. — 469 с.